# 庾耀东
庾耀东（1951年—2012年11月24日），男，广东东莞人，中国前羽毛球运动员，中国历史上首位羽毛球男子单打世界冠军；原广东省羽毛球队主教练。

## 生平

### 運動員時期
1961年，10歲的庾耀东開始进入广州市业余体校学习，1965年进入廣東省集训队，一年后正式留队；至1972年，他被选入剛重组的中国国家羽毛球队。據庾耀东所说，当时和他一起练球的侯宏昌（侯加昌的弟弟）球技較他高超，但最终却是他入选了。他解釋因當時正值文革，国家运动队在选拔运动员時也要论其「成分」，因為侯氏兄弟属于归国华侨，所以被工人成分的他取代。
在進国家隊初期，庾耀东絕少參加比賽，主要在社会主义阵营的友邦羽毛球隊访华或中国队应邀出访時，才有实战的機會；在文革结束前他更要经常和队友在大寨虎头山的农田，接受贫下中农的再教育。
1974年，庾耀东代表中国参加在伊朗首都德黑蘭舉行的亚洲运动会，協助国家队在男子團體决赛中，以3比2力克陣中有林水镜等世界顶尖球员的印尼队，夺取金牌。
1978年，庾耀东代表国家队參加泰国曼谷举行的第一届世界羽毛球锦标赛，在男子单打决赛以2比0（15-11、15-11）击败队友韩健，成为首位贏得羽毛球世界冠军的中国球手，正在泰国访问的邓小平親自觀看比賽並為庾耀东颁奖。随后，他又和侯加昌合作，在男子双打决赛以2比0（18-16、15-12）击败泰國隊的對手，拿下個人的第二個世界冠军。一年後，庾耀东再次代表国家队參加第二届世界羽毛球锦标赛，並成為中国队获男团冠军的主力成员。
在運動員時期，庾耀东曾获頒体育运动荣誉奖章，并两次被记二等功。

### 教練時期
1980年退役后，庾耀东開始担任羽毛球教练工作，成为广东羽毛球队的教练。在他任教期間，曾為广东培养出谢杏芳、张洁雯、陈其遒、余锦豪、傅海峰等知名羽毛球运动员。
1996年，庾耀东以广东队总教练的身分，率领隊伍在全国羽毛球锦标赛上贏得除男单外的六项冠军，登上他执教生涯的顶峰。
2012年，庾耀东正式退休，但接受了單位的退休返聘安排，擔任广东羽毛球队男双教练朱健文的助手。

### 猝逝
2012年11月24日，庾耀东如常和朋友一起打羽毛球，期間突發脑溢血猝死，享年61岁。